# Adinatha

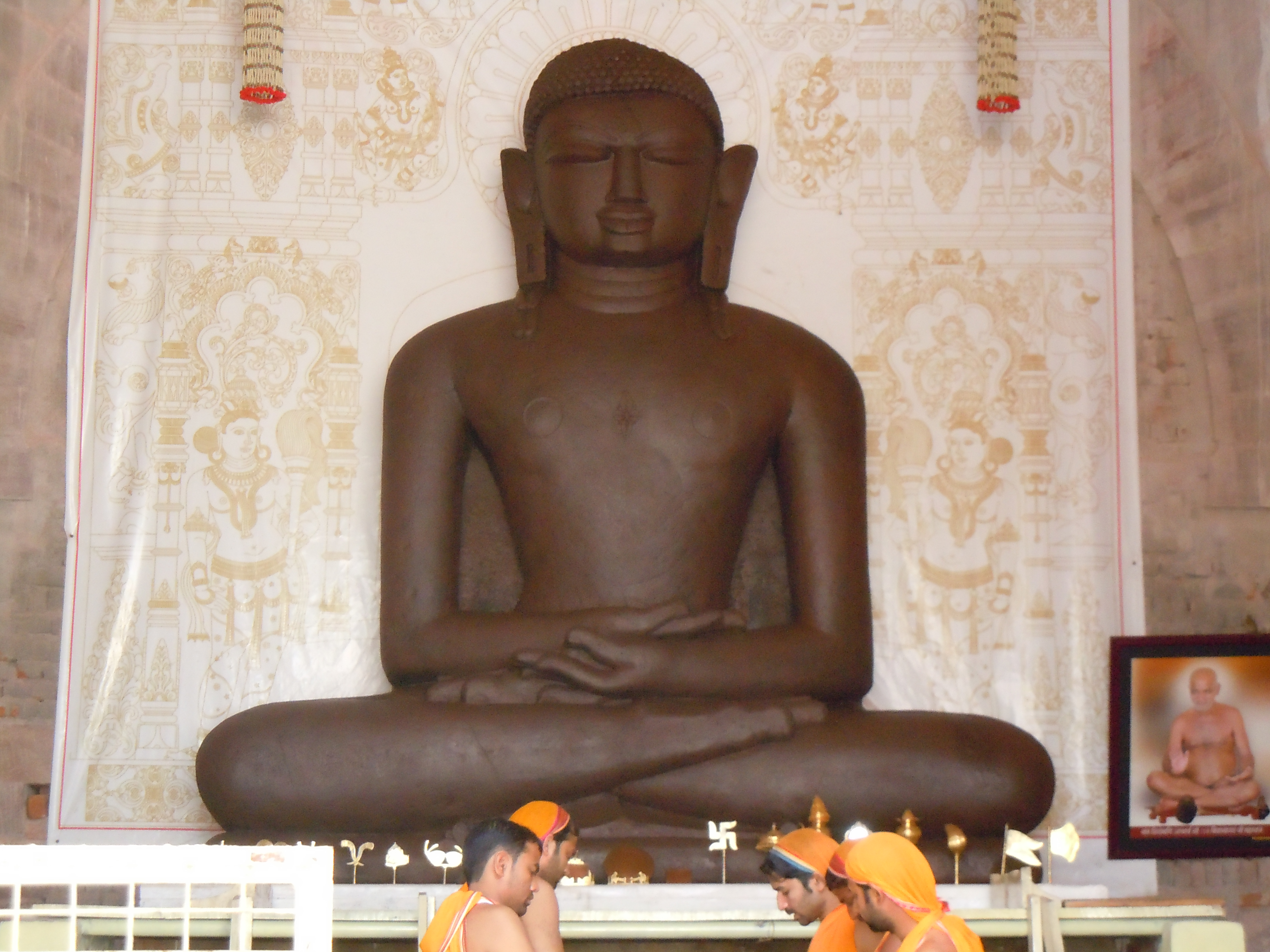
Adinatha

Adinatha – w dżinizmie bóg Rishabha (Riszabhadewa, ऋषभदेव, sanskr. "moralność"), zwany Adinathą był pierwszym z tirthankarów.
Urodzony 5000 lat temu w Vinitta, rodzicami jego byli król Nabhi Raja i królowa Marudevi. Żył przed rozwojem cywilizacyjnym i nauczyć miał ludzi rolnictwa. Osiągnął Nirwanę na górze Asztapad. W sztuce przedstawiano go jako mężczyznę o złotej cerze.
- zwierzę: byk
- drzewo: figowiec

Towarzyszą mu duchy: Gomukha i Chakresvari.
Miał 84 uczniów-ascetów, wśród nich najważniejszym męskim ascetą był Pundarika, kobietą zaś Brahmi. Synami jego byli król Bharat i Bahubali.